# Araucanobunus juberthiei
Genre
Espèce
Araucanobunus juberthiei, unique représentant du genre Araucanobunus, est une espèce d'opilions laniatores de la famille des Triaenonychidae.

## Distribution
Cette espèce est endémique du Chili. Elle se rencontre dans les régions du Biobío et d'Araucanie.

## Étymologie
Cette espèce est nommée en l'honneur de Christian Juberthie.

## Publication originale
- Muñoz-Cuevas, 1973 : « Descripción de Araucanobunus juberthiei gen. et sp. nov. de Triaenobunini del Chile (Arachnida, Opiliones, Triaenonychidae). » Physis. Revista de la Sociedad Argentina de Ciencias Naturales, vol. 32, p. 173–179.